# Valtice
Valtice (AFI: [ˈvalcɪtsɛ], “Váltitse”; en alemán: Feldsberg) es un pequeño pueblo del Distrito de Břeclav, región de Moravia Meridional en la República Checa, ubicado a 265 kilómetros (164,7 mi) al sudeste de Praga, sobre la frontera con Austria. En 2005 tenía 3671 habitantes. 
Valtice contiene una de las más impresionantes residencias barrocas de Europa Central. Fue diseñado para el príncipe de Liechtenstein por Johann Bernhard Fischer von Erlach a principios del siglo XVIII. La construcción fue supervisada por Domenico Martinelli. El palacio está rodeado por un jardín inglés que contiene el templo de Diana (1812) y otras estructuras neoclásicas. Junto con el pueblo vecino de Lednice, con el que Valtice se conecta a través de un camino de 7 kilómetros de largo, componen el sitio Patrimonio de la Humanidad Paisaje cultural de Lednice-Valtice.
El príncipe y su familia perdieron sus privilegios con la caída de sus protectores del Imperio de Habsburgo y por el establecimiento del estado de Checoslovaquia en 1918, predecesor de la República Checa. El castillo fue confiscado tras la Segunda Guerra Mundial, cuando los comunistas tomaron el poder. 
Hasta 1919 el pueblo pertenecía a Baja Austria. Tras la Segunda Guerra Mundial el pueblo y sus alrededores fueron anexados a Checoslovaquia. La razón principal fue la exigencia de que toda la línea de ferrocarril Znojmo-Břeclav debía permanecer en territorio checoslovaco.